# 도쿠가와 요시미치
도쿠가와 요시미치 (일본어: 徳川 吉通 とくがわ よしみち[*])는 에도 시대 전기의 다이묘이다. 오와리번 4대 번주이다.

## 가계
- 아버지 : 도쿠가와 츠나노부
- 어머니 : 오후쿠, 시모우사노카타, 혼쥬인 (사카자키씨의 딸. 츠나노부의 측실)
- 정실 : 스케히메 (즈이쇼인. 쿠죠 스케자네의 딸)
  - 장남 : 도쿠가와 고로타 (나고야번 5대 번주)

- 측실 : 산 (즈이엔인)
  - 장녀 : 산젠기미 (센히메, 쿠죠 유키노리의 아내)
- 측실 : 오노에 (세이슈인, 모리사키씨)
  - 차녀 : 산히메 (나고야번 8대 번주 도쿠가와 무네카츠의 아내)
- 형제자매
  - 도쿠가와 츠구토모 (나고야번 6대 번주)
  - 마츠다이라 요시타카 (미노 타카스번 2대 번주)
  - 도쿠가와 무네하루 (나고야번 7대 번주)
  - 코우겐인 (카가 6대 번주 마에다 요시노리의 아내)

## 편휘를 받은 사람
요시미치 시대
- 마츠다이라 미치유키 - 친동생. 훗날의 도쿠가와 츠구토모
- 마츠다이라 미치마사 - 친동생
- 마츠다이라 미치하루 - 친동생. 훗날의 도쿠가와 무네하루

## 참고문헌
- 타케우치 마코토 (1993년 4월). 《大系日本の歴史10 江戸と大坂》. 쇼가쿠칸 라이브러리. 쇼가쿠칸. ISBN 4-09-461010-3.

## 등장작품
- 『오오쿠』 - 요시나가 후미